# جزایر آتشفشانی کو لاو ره
جزایر آتشفشانی کو لاو ره (به لاتین: Cù Lao Ré volcanic islands) یک میدان آتشفشانی در ویتنام است که در Northeast of Quang Ngai, Vietnam واقع شده‌است. جزایر آتشفشانی کو لاو ره ۱۸۱ متر بالاتر از سطح دریا واقع شده‌است.